# Navajo-Code

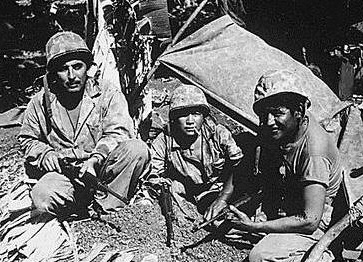
Navajo Code Talkers im Juni 1944 auf Saipan, (von links) Oscar B. Gallup, Chester Nez, Carl Gorman

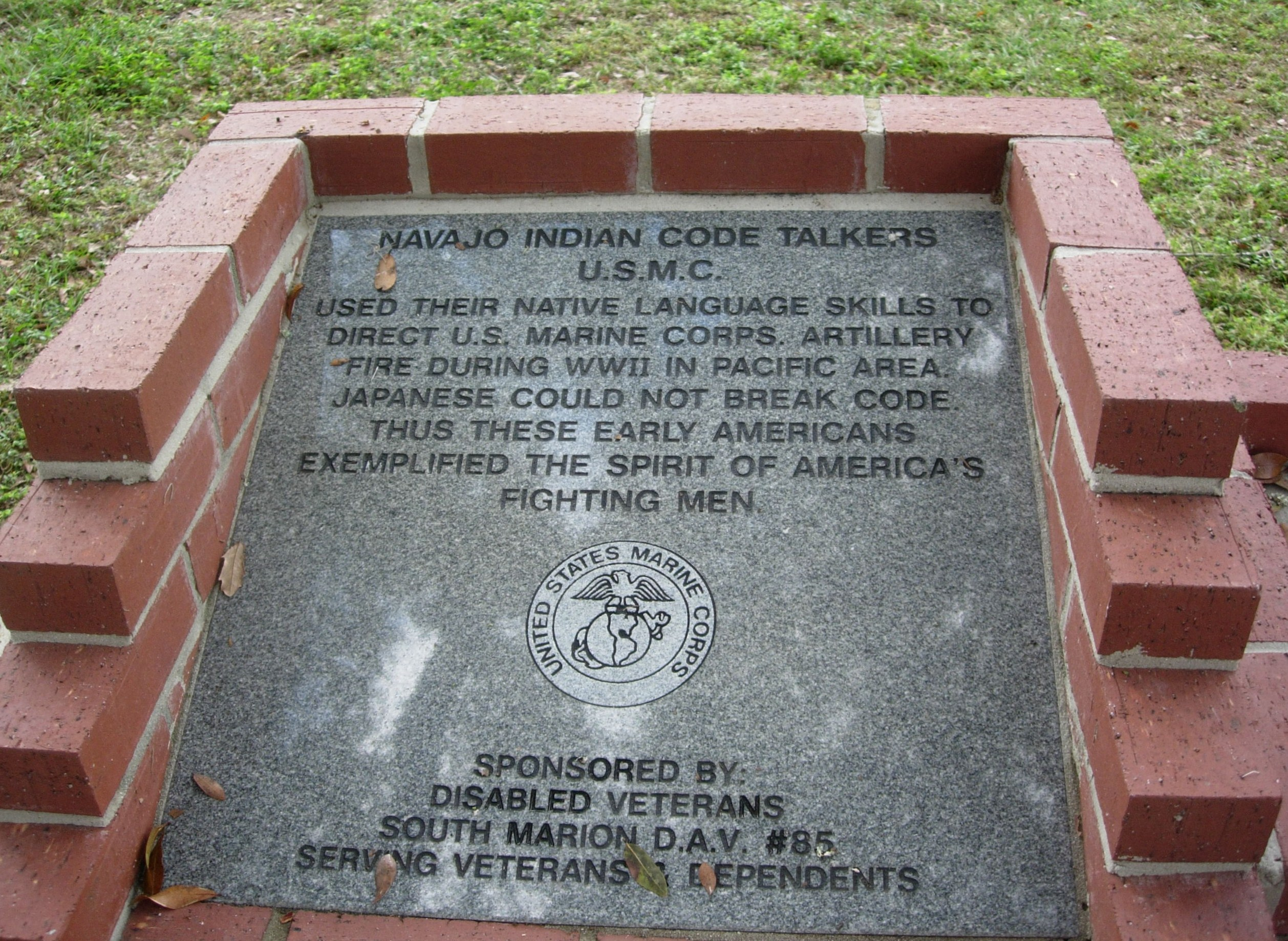
Code Talkers Monument Ocala, Florida USA

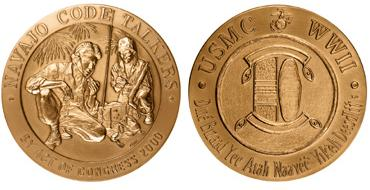
Die Congressional Gold Medal aus dem Jahr 2000

Der Navajo-Code war eine während des Pazifikkriegs der USA gegen Japan ab 1942 eingesetzte Verschlüsselungsmethode, die darauf beruhte, Angehörige des nordamerikanischen Indianerstammes der Navajo (auch Diné) als Codesprecher (englisch Navajo Code Talker) einzusetzen.

## Entstehung des Codes
Der Code wurde von 29 Männern des Stammes entwickelt. Diese übersetzten die militärischen Anweisungen jeweils in ihre Muttersprache Navajo. Diese gehört zur Sprachfamilie Na-Dené und ist mit keiner europäischen Sprache verwandt. Dies und weitere Maßnahmen machten den Navajo-Code undurchdringlich.
Eine der Besonderheiten dieser Sprache ist, dass Navajo-Verben nicht nur nach dem Subjekt, sondern auch nach dem Objekt konjugiert werden. So hängt die Endung des Verbs davon ab, welcher Kategorie das Objekt angehört: lang (zum Beispiel Pfeife, Malstift), schlank und wendig (Schlange, Lederriemen), körnig (Zucker, Salz), gebündelt (Heu), dickflüssig (Schlamm, Kot) und noch viele andere. Das Verb enthält auch wiederum Adverbien und gibt wieder, ob der Sprecher das Berichtete selbst erlebt hat oder lediglich vom „Hörensagen“ weiß. Aus diesem Grunde kann ein einziges Verb einem ganzen Satz entsprechen. Dies macht es Nichtkundigen der Sprache praktisch unmöglich, seine Bedeutung zu erschließen.
Zwei weitere Gründe waren, dass der Stamm einerseits groß genug war, um eine ausreichende Anzahl an Personen bereitstellen zu können, und dass andererseits nur 28 Personen, die keine Navajos waren, die Sprache sprechen konnten (diese waren hauptsächlich Anthropologen und Missionare) und dass zu diesen weder Deutsche noch Japaner gehörten.

## Besonderheiten der Navajo-Sprache
Die in der Navajo-Sprache nicht vorkommenden englischen Fachausdrücke wurden in einem Lexikon mit 274 Wörtern zusammengestellt und durch Wörter der natürlichen Welt ersetzt. So wurden Flugzeuge mit Vogelnamen bezeichnet und Schiffe mit Namen von Fischarten belegt. Höhere Offiziere waren „Kriegshäuptlinge“, Kampfstellungen „Schlamm-Clans“, aus Befestigungen wurden „Höhlensiedlungen“ und Mörser waren „hockende Gewehre“. Ein Panzer wurde zur „Schildkröte“.
| Englisch           | Navajo            | Umsetzung       | Deutsch                 |
| ------------------ | ----------------- | --------------- | ----------------------- |
| corps              | din-neh-ih        | clan            | Korps                   |
| commanding general | bih-keh-he        | war chief       | kommandierender General |
| captain            | besh-legai-na-kih | two silver bars | zwei silberne Balken    |
| Africa             | zhin-ni           | blackies        | Schwarze                |
| America            | ne-he-mah         | our mother      | unsere Mutter           |
| airplanes          | wo-tah-de-ne-ih   | air force       | Luftwaffe               |
| battleship         | lo.tso            | whale           | Wal                     |
| tank               | chay-da-gahi      | tortoise        | Schildkröte             |

Zudem wurde ein codiertes phonetisches Alphabet für die Übersetzung von seltener benutzten Wörtern und Namen geschaffen. Zum Beispiel wurde das Wort „Pacific“ als „pig, ant, cat, ice, fox, ice, cat“ buchstabiert und dann in die Navajo-Sprache übersetzt, als „bi-sodih, wol-la-chee, moasi, tkin, ma-e, tkin, moasi.“ Zur Vermeidung von Entzifferungen durch Häufigkeitsanalysen wurden, wie von homophonen Verschlüsselungen bekannt, auch weitere Wörter als Substitute verwendet.
Thomas H. Begay, einer der letzten noch lebenden Code-Talker, berichtete 2018, zu der Zeit 92 Jahre alt, dass er nach seiner Landung auf Iwojima am 19. Februar 1945 innerhalb von 48 Stunden 800 Nachrichten absetzte. Wenn er einen Zettel mit einem Funkspruch bekam, übersetzte er ihn in seine Sprache. Der Navajo, der die Botschaft empfing, übertrug sie zurück ins Englische. „Wir waren menschliche Chiffriermaschinen, nur sehr viel schneller als eine Maschine“. Begay kämpft seitdem für ein nationales Museum, das die Geschichte der Code-Talker würdigt.

## Entzifferungsversuche
Der Code konnte während des gesamten Zweiten Weltkriegs nicht von den japanischen Dechiffrierspezialisten geknackt werden. Der ehemalige japanische Geheimdienstchef Seizo Arisue gab zu, dass man zwar den amerikanischen Luftwaffencode entziffert hatte, jedoch beim Navajo-Code kein Stück vorangekommen sei. Dass gerade die Diné als Codesprecher ausgewählt wurden, lag – abgesehen davon, dass diese Stammessprache für alle anderen Stämme und alle anderen Völker absolut unverständlich war – vor allen Dingen daran, dass die Diné der einzige Indianerstamm in den USA waren, der noch nicht von deutschen Forschern aufgesucht worden war. Als Verbündeter Japans hätte Deutschland ansonsten bedeutende Informationen über die Sprache weiterleiten können.
Erst im Jahr 1968 wurde die bis dahin geltende Geheimhaltung über den Navajo-Code von der amerikanischen Regierung aufgegeben.
Der Kongress hatte den Code-Talkern die Congressional Gold Medal im Jahr 2001 verliehen. Auch die übrigen Veteranen der Navajo wurden geehrt. Die Angehörigen der 33 Stämme jedoch, die als Funker gedient hatten, mussten bis zum November 2013 warten, bis der Kongress sie gleichfalls mit der Ehrenmedaille auszeichnete. In diesem Jahr wurden die Code-Talker zudem erstmals öffentlich mit einer Zeremonie im Weißen Haus geehrt.
Am 4. Juni 2014 starb mit Chester Nez der letzte der 29 Navajo, die seinerzeit den Navajo-Code entwickelt hatten und als allererste zu Navajo Code Talkers ausgebildet wurden.
Zum Andenken an die Dienste der Navajo im Zweiten Weltkrieg wurde im Jahr 1982 der 14. August zum National Navajo Code Talkers Day erklärt.
In Windtalkers, einem amerikanischen Kriegsfilm aus dem Jahr 2002, wird die Bedeutung des Navajo-Codes thematisiert. Stephen Mack interviewte acht Code Talkers: Keith Little, Samuel Tso, Kee Etsicitty, Jack Jones, Alfred Newman, den oben genannten Chester Nez, Alfred Peaches und Bill Toledo. Deren selbst erzählte Geschichten sowie eine Liste aller Code-Talkers und der vollständige Code wurden 2020 unter dem Titel Es musste getan werden im deutschen TraumFänger Verlag veröffentlicht.
Im Jahr 2013 wurden die Native American Code Talkers in die Hall of Honor (deutsch: Ehrenhalle) der National Security Agency NSA aufgenommen.